# Frégate de défense et d'intervention
Frégate de Défense et d'Intervention (Fregata za obranu i intervencije) ili FDI, također poznat kao Fregate de Taille Intermédiaire (Fregata srednje veličine) ili FTI, planirana je klasa francuskih fregata. Od veljače 2022. pet brodova naručeno je za Francusku mornaricu, s vodećim brodom nazvanim Amiral Ronarc'h, i dodatna tri jače naoružana plovila za Grčku ratnu mornaricu, s vodećim brodom nazvanim Kimon.
Prvi čelik izrezan je u listopadu 2019., čime je započela izgradnja glavne jedinice. Glavni brod položen je 17. prosinca 2021. Puštanje u pogon planirano je od 2024. godine.

## Povijest
Program FTI odgovara na potrebu za flotom od petnaest prvoklasnih fregata i omogućuje francuskoj mornarici da djeluje u kriznoj zoni, kao što je preporučeno u Bijeloj knjizi o obrani i nacionalnoj sigurnosti iz 2013. godine. Ove fregate pridružuju se deset jedinica višenamjenske fregate FREMM (klasa Aquitaine) i klase Horizont.
Brodovi će postupno zamijeniti fregate La Fayette, u ulozi fregata prvog ranga. U međuvremenu se provodi modernizacija tri broda u klasi La Fayette kako bi se produžio njihov vijek trajanja do ranih 2030-ih. U studenom 2022. objavljeno je da će prve dvije FDI fregate (Amiral Ronarc'h i Amiral Louzeau) biti korištene za jačanje francuske mornarice u Atlantiku i da će se bazirati u Brestu.
Prema admiralu Bernardu Rogelu i Direction générale de l'Armement, FDI su opremljeni značajnim protuzrakoplovnim sposobnostima s aktivnim antenskim radarom i fiksnim zrakoplovima, protupodmorničkim sredstvima (helikopter i tegljeni sonar), te bi imali istisninu od 4000 do 4500 tona.
Francusko ministarstvo obrane objavilo je dodjelu ugovora DCNS-u za razvoj i izgradnju pet fregata srednje veličine (FTI) namijenjenih francuskoj mornarici 21. travnja 2017. Nova fregata, koja će se zvati Amiral Ronarc'h, bit će opremljena elektroničkim sustavima i senzorima koje je razvio Thales i bit će opremljena projektilima Aster 30 iz MBDA Aster 15/30.
U rujnu 2021. Grčka je potpisala ugovor s francuskom Naval Group o kupnji triju FDI fregata s opcijom za još jednu za grčku mornaricu u sklopu obrambenog paketa od 5 milijardi dolara.
Objavljeno je da će brodovi grčke mornarice na kraju nositi opsežnije naoružanje opremljeno lansirnim cijevima koje će moći nositi do 32 projektila protuzračne obrane Aster 30. To će omogućiti grčkoj mornarici da na kraju upravlja s tri broda s 32 projektila za zračnu obranu plus 21 obrambenim projektilom, 8 Block 3 Exocet protubrodskim projektilima, s 2 dvostruka lansera torpeda i CANTO torpednim protumjerama. Dva broda, namijenjena francuskoj mornarici 2025., sada će biti isporučena grčkoj mornarici. Predviđeno je da datum ugovora o izgradnji bude krajem 2021. ili početkom 2022. U prosincu 2021. objavljeno je da su Francuska i Grčka potpisale ugovor o izgradnji, a stvarni ugovor za izgradnju brodova potpisan je 24. ožujka 2022. U veljači 2022., dokumenti koje je objavio grčki parlament naznačili su da će u početku prve dvije fregate za grčku mornaricu biti opremljene slično svojim francuskim kolegama u konfiguraciji "Standard-1" (sa 16 ćelija Sylver A50). Do 2027. dva će broda biti nadograđena na "Standard-2" konfiguraciju s 32 A-50 ćelije kao i s RAM Block 2B. Treća fregata grčke mornarice bila bi izgrađena od samog početka u konfiguraciji "Standard-2".
U tom kontekstu potpisani su ugovori između Naval Groupa i grčkih tvrtki koje sudjeluju u izgradnji fregata.

## Galerija
- Računalno generirana slika dopune na moru (RAS) fregate Amiral Cabanier, planirane Frégate de défense et d'intervention (od 2022.) francuske mornarice.
- Lansiranje projektila Aster-30
- Model Frégate de défense et d'intervention iz 2016
- FDI u planiranoj francuskoj mornarici kasnih 2030-ih: Bâtiment ravitailleur de forces provodi istodobnu popunu u tijeku s nuklearnim nosačem zrakoplova PA-NG i s Frégate de défense et d'intervention.